# Anne Marie Moss
Anne Marie Moss (* 6. Februar 1935 in Toronto; † 29. Februar 2012 in New York City) war eine kanadische Jazzsängerin und Gesangspädagogin.

## Leben und Wirken
Anne Marie Moss war weitgehend Autodidaktin (1955 wurde sie durch Portia White in Atemübungen unterwiesen), trat bereits als Kind auf und begann als Jazzsängerin Anfang der 1950er Jahre in den Gruppen von Joey Masters und Calvin Jackson, die in Toronto arbeiteten. Außerdem sang sie in Tanzbands und trat in verschiedenen Unterhaltungssendungen des CBC auf, gelegentlich auch mit den Bands von Norman Symonds und Ron Collier. 1956 bis 1958 ging sie in Kanada und den Vereinigten Staaten mit Don Thompson auf Tournee.
1959 war sie Bandsängerin in der Maynard Ferguson Big Band; in den USA arbeitete sie auch mit dem Count Basie Orchestra und ersetzte kurze Zeit Annie Ross im Vokaltrio Lambert, Hendricks & Ross.  1961 heiratete sie den Sänger Jackie Paris. Die beiden traten bis 1980 zusammen in Nachtclubs auf und spielten 1975 mit Steve Gadd das Album Live at the Maisonette ein; 1980 folgte ihr Soloalbum Don't You Know Me? (Stash) mit Jazzstandards wie My Romance, I'm Old Fashioned oder How Long Has This Been Going On. In den 1980er Jahren trat sie nach ihrer Trennung von Jackie Paris 1981 gelegentlich in Toronto auf; ansonsten unterrichtete sie Gesang, ab 1987 an der Manhattan School of Music in New York.